# Thøger Larsen
Thøger Larsen (født 5. april 1875 i Underbjerg, Tørring Sogn, død 29. maj 1928 i Lemvig; ved dåben: Thøger Larsen Underbjerg) var en dansk digter, oversætter og maler.
Han er især kendt for sin lyrik, hvoraf en del er sat i musik og indgår i den danske nationale arv. Hans digtning er forankret i 1890'ernes symbolisme, idet han forenede skildringen af det nære liv og naturen med kosmiske visioner. Hans digt  Den danske sommer (Danmark, nu blunder den lyse nat) fra digtsamlingen Slægternes træ (1914) indgår i Kulturkanonen. Det samme digt indgår som Højskolesang i Kulturkanonen med musikken af Oluf Ring.

## Liv
Thøger Larsen var søn af en møllebygger, men fik mulighed for at studere og tog i 1892 præliminæreksamen og virkede i de følgende år som huslærer. Han fik sin første digtsamling, Vilde Roser, udgivet i 1895. I perioden 1896-1911 virkede han som landmålerassistent i Lemvig og var fra 1904-1923 endvidere redaktør ved Lemvig Dagblad. Samme år fik han sit gennembrud med digtsamlingen Jord. I år 1904 blev han gift med Thyra Paludan. I perioden 1923-1925 udgav han tidsskriftet Atlantis. I 1925 modtog han Otto Benzons Forfatterlegat og benyttede dette til en rejse til Italien, men han var på det tidspunkt svækket af sukkersyge og døde kun få år senere.

## Betydning
I den store offentlighed blev Thøger Larsens udgivelser modtaget pænt, men ikke overstrømmende. Imidlertid har han påvirket mange andre forfattere gennem det meste af det 20. århundrede:
- Otto Gelsted
- William Heinesen
- Jens August Schade
- Thorkild Bjørnvig
- Frank Jæger
- Inger Christensen
- Pia Tafdrup
- Asger Schnack
- Per Højholt
- Troels Kløvedal

Han har været kendt og elsket i den brede befolkning, ikke mindst for de digte, der blev sat i musik som "Danmark, nu blunder den lyse nat". Han var også en habil og respekteret amatørastronom, hvad afspejler sig i strofen: "Nu hælder Europa mod sol igen" og i "Solsangen" fra Jord, hvor det er faktiske astronomiske forhold, der nævnes. Man kan vel formode, at han har følt et vist åndsfællesskab med Omar Khayyám, der udover at være digter også var en meget dygtig astronom.